# Lieutenant-gouverneur des Îles Mariannes du Nord
]

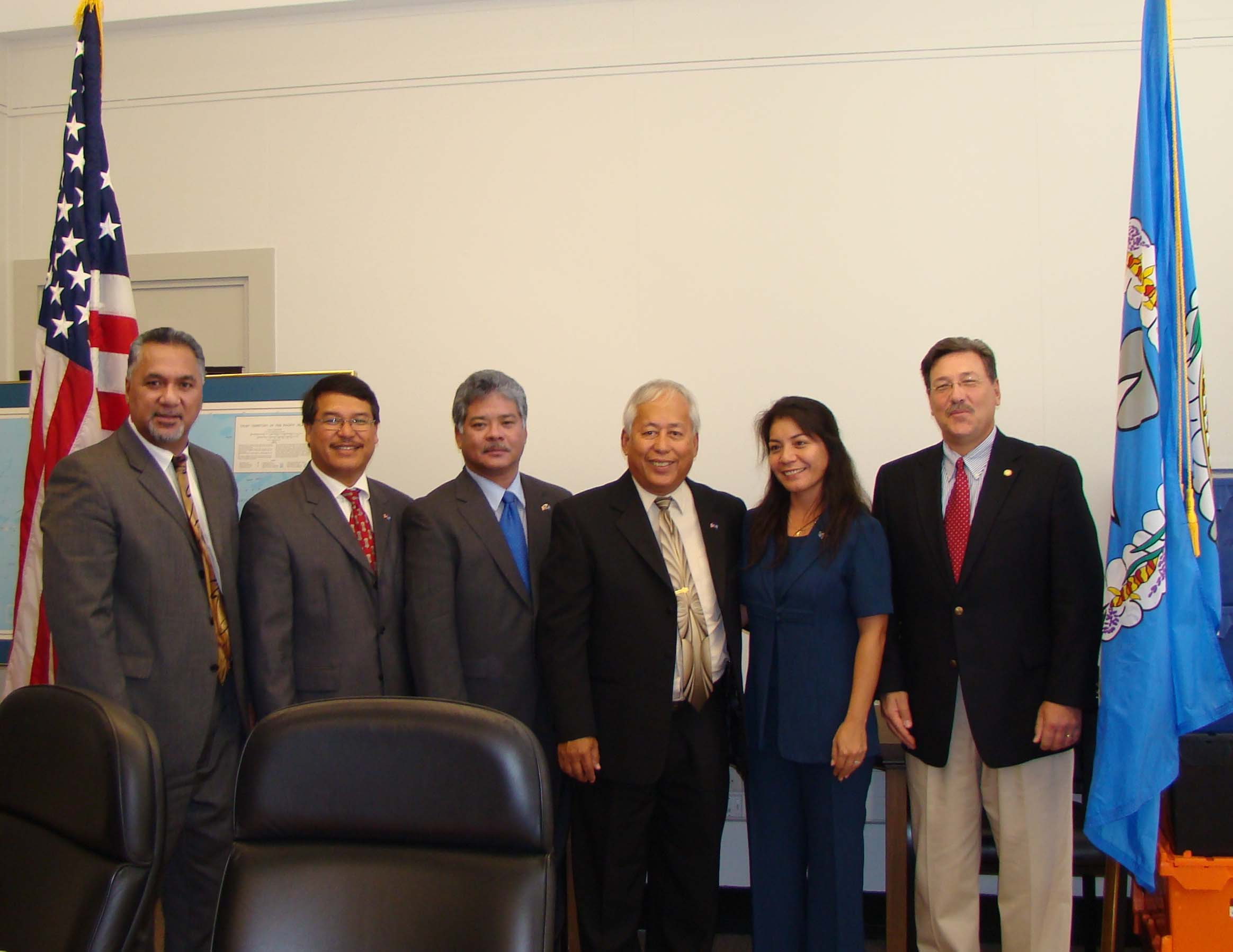
Photo représentant certains des lieutenant-gouverneur des Îles Mariannes du Nord. De gauche à droite : Nikolao Pula, directeur des affaires insulaires; Diego T. Benavente, représentant de la CNMI, président de la Commission des relations extérieures et des États-Unis; Arnold I. Palacios, président de la CNMI; Pete P. Reyes, président du Sénat; Glenna P. Reyes, directrice adjointe, Bureau législatif; Doug Domenech, secrétaire adjoint intérimaire aux affaires insulaires [Photo : Randy Beffrey, BAI

Voici la liste des lieutenants-gouverneurs des Îles Mariannes du Nord, territoire associé aux États-Unis. L'affiliation politique suit entre parenthèses.

## Lieutenants-gouverneurs
- 9 janvier 1978 au 11 janvier 1982 : Francisco Ada (Démocrate)
- 11 janvier 1982 au 8 janvier 1990 : Pedro Agulto Tenorio (Républicain)
- 8 janvier 1990 au 10 janvier 1994 : Benjamin Manglona (Républicain)
- 10 janvier 1994 au 12 janvier 1998 : Jesus Borja (Démocrate)
- 12 janvier 1998 au 14 janvier 2002 : Jesus Sablan (Républicain)
- 14 janvier 2002 au 9 janvier 2006 : Diego Benavente (Républicain)
- 9 janvier 2006 au 24 avril 2009 : Timothy Villagomez (Covenant)
- 1er mai 2009 au 20 février 2013 : Eloy Inos (Covenant)
- 20 février 2013 au 12 janvier 2015 : Jude Hofschneider (Républicain)
- 12 janvier au 28 décembre 2015 : Ralph Torres (Républicain)
- 29 décembre 2015 au 14 janvier 2019 : Victor Hocog (en) (Républicain)
- 14 janvier 2019 au 9 janvier 2023 : Arnold Palacios (Républicain puis Indépendant)
- 9 janvier 2023 au 23 juillet 2025 : David Apatang (en) (Indépendant)
- depuis le 23 juillet 2025 : Dennis C. Mendiola (en) (Républicain)